# Godomar (zoon van Gebicca)

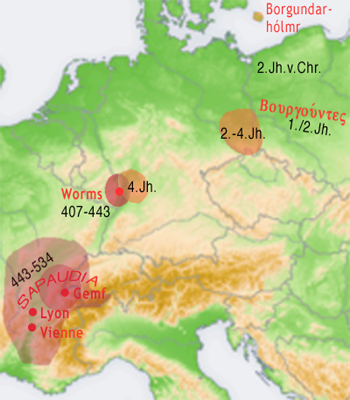
Migratie van Bourgondiërs westwaarts in de 4e en 5e eeuw

Godomar (Guthormr) was een vorst van de Bourgondiërs aan het begin van de 5e eeuw. Hij wordt in de Lex Burgundionum genoemd als zoon van Gebicca en broer van Gundohar en Giselher. Het is onbekend of hij na de dood van zijn vader in 407 in leven was.

## Levensloop
De eerste drie vorsten der Bourgondiërs ‘in Germania Magna’ waren Gebicca en zijn zonen Godomar en Giselher. Zij hebben nooit een voet in Gallia gezet en worden daarom afzonderlijk beschreven. Zij hebben een mythisch karakter en de verhalen over hen werden lang mondeling overgedragen. Gebicca en zijn zonen leidden waarschijnlijk de Bourgondiërs van de rivier de Wisla (Oost-Europa) westwaarts naar de Wezer. Aan de bovenlopen van Wezer en Main was hun territorium buiten het Romeinse Rijk gesitueerd. Voor de Romeinen was dit in Germania Magna, dit wil zeggen, buiten hun provincies Germania Superior en Germania Inferior. De Romeinen begrepen niets van de migratiegolven van de Bourgondiërs; na het uitmoorden van nieuw gesettelde groepjes Bourgondiërs, kwamen dezen steeds terug. Soms waren de Bourgondiërs door middel van verdragen verbonden met het Romeinse Rijk en leverden ze soldaten voor het leger.
Gebicca en zijn zonen waren niet een vorst in de betekenis van monarch maar eerder gezamenlijk veldheer. De termen beaggifa, goldgifa en maddumgifa worden gebruikt voor de koninklijke functie.
De jongste zoon van Gebicca was Gundohar. Hij is wèl tot in Gallia doorgestoten (zie Grote Volksverhuizing) en palmde de provincie Germania Superior in. Voor het keizerlijk hof van Honorius en de bisschoppen was Gundohar ‘rex’ of koning van een nieuw land, het koninkrijk der Bourgondiërs in Worms, met de term ‘koning’ gebruikt in de Romeinse betekenis.

## Sagen
Godomar is waarschijnlijk het historisch voorbeeld voor Gernot in het Nibelungenlied en Guttorm, de moordenaar van Sigurd, de drakendoder, in de Völsunga-saga. Hij zou een stiefzoon zijn van Gjuki, een zoon van Grimhild uit een vorig huwelijk.